# Фредеріксхавн (муніципалітет)
Фредеріксхавн (дан. Frederikshavn) — муніципалітет у регіоні Північна Ютландія королівства Данія. Площа — 650.3 квадратних кілометрів. Адміністративний центр муніципалітету — місто Фредеріксхавн.

## Населення
У 2012 році населення муніципалітету становило 61 158 осіб.